# Temporada 2014 de Fórmula Renault 2.0 Argentina
La temporada 2014 de Fórmula Renault 2.0 Argentina fue la 50.º edición de dicho campeonato y la quinta bajo la denominación «Fórmula Renault 2.0 Argentina». Comenzó el 22 de marzo en Rafaela y finalizó el 30 de noviembre en San Luis. Como todos los años desde su creación, desarrolló sus actividades a la par del Turismo Competición 2000, haciéndolo a partir de 2012 con la divisional Súper TC2000.
En esta temporada, el campeonato presentó un nuevo sistema de carreras, programándose de una a tres competencias por cada fin de semana, desarrollándose competencias los días jueves, viernes y sábados.
El campeón de esta temporada fue el piloto Manuel Mallo, quien se consagró campeón anticipadamente en la primera competencia de la última fecha del calendario, corrida el 27 de noviembre de 2014 en Potrero de los Funes.

## Equipos y pilotos
| Equipo                    | N.º | Pilotos                 |
| ------------------------- | --- | ----------------------- |
| Werner Competición        | 3   | Miguel Calamari         |
| Werner Competición        | 9   | Emiliano Marino         |
| Werner Competición        | 11  | Agustín Lima Capitao    |
| Werner Competición        | 30  | Maximiliano Soto Zurita |
| Werner Competición        | 52  | Kevin Toledo            |
| Werner Competición        | 53  | Rudi Bundziak           |
| Litoral Group             | 4   | Guillermo Rey           |
| Litoral Group             | 7   | Francisco Cammarota     |
| Litoral Group             | 8   | Felipe Schmauk          |
| Litoral Group             | 16  | Fernando Ayala          |
| Litoral Group             | 44  | Martín Moggia           |
| Litoral Group             | 98  | José Luis Riffo         |
| Werner Basalto            | 5   | Manuel Mallo            |
| Werner Basalto            | 46  | Santiago Mallo          |
| JLS Motorsport            | 11  | Agustín Lima Capitao    |
| JLS Motorsport            | 15  | Santiago Piovano        |
| JLS Motorsport            | 34  | Federico Cavagnero      |
| JLS Motorsport            | 39  | Nicolás Cazal           |
| Corsa Racing              | 3   | Miguel Calamari         |
| Corsa Racing              | 17  | Carlos Javier Merlo     |
| Corsa Racing              | 30  | Maximiliano Soto Zurita |
| Corsa Racing              | 42  | Gastón Cabrera          |
| Corsa Junior Racing       | 18  | Nicolás Dominicci       |
| Barovero Racing Team      | 19  | Andrés Barovero         |
| Barovero Racing Team      | 48  | Nicolás Salamone        |
| MS Racing Car             | 20  | Pedro Sabella           |
| Pampa Racing              | 40  | Gastón Martínez         |
| Werner Junior Competición | 99  | Víctor Trungelliti      |

## Calendario
| Ronda    | Ronda | Circuito                                                            | Fecha           |
| -------- | ----- | ------------------------------------------------------------------- | --------------- |
| 1        | C1    | Autódromo Ciudad de Rafaela, Rafaela                                | 22 de marzo     |
| 1        | C2    | Autódromo Ciudad de Rafaela, Rafaela                                | 23 de marzo     |
| 2        | 2     | Autódromo Ciudad de Viedma, Viedma                                  | 13 de abril     |
| 3        | C1    | Autódromo Oscar Cabalén, Alta Gracia                                | 3 de mayo       |
| 3        | C2    | Autódromo Oscar Cabalén, Alta Gracia                                | 4 de mayo       |
| 4        | C1    | Autódromo Municipal Juan Manuel Fangio, Ciudad de Rosario           | 24 de mayo      |
| 4        | C2    | Autódromo Municipal Juan Manuel Fangio, Ciudad de Rosario           | 25 de mayo      |
| 5        | C1    | Autódromo Provincia de La Pampa, La Pampa                           | 14 de junio     |
| 5        | C2    | Autódromo Provincia de La Pampa, La Pampa                           | 15 de junio     |
| 6        | 6     | Autódromo Oscar y Juan Gálvez, Buenos Aires                         | 20 de julio     |
| 7        | C1    | Autódromo Santiago Yaco Guarnieri, Resistencia                      | 16 de agosto    |
| 7        | C2    | Autódromo Santiago Yaco Guarnieri, Resistencia                      | 17 de agosto    |
| 8        | C1    | Autódromo Eduardo Copello, San Juan                                 | 4 de octubre    |
| 8        | C2    | Autódromo Eduardo Copello, San Juan                                 | 5 de octubre    |
| 9        | C1    | Autódromo Internacional de Termas de Río Hondo, Termas de Río Hondo | 25 de octubre   |
| 9        | C2    | Autódromo Internacional de Termas de Río Hondo, Termas de Río Hondo | 25 de octubre   |
| 9        | C3    | Autódromo Internacional de Termas de Río Hondo, Termas de Río Hondo | 26 de octubre   |
| 10       | C1    | Autódromo Internacional de Codegua, Codegua                         | 7 de noviembre  |
| 10       | C2    | Autódromo Internacional de Codegua, Codegua                         | 8 de noviembre  |
| 10       | C3    | Autódromo Internacional de Codegua, Codegua                         | 9 de noviembre  |
| 11       | C1    | Circuito de Potrero de los Funes, San Luis                          | 27 de noviembre |
| 11       | C2    | Circuito de Potrero de los Funes, San Luis                          | 30 de noviembre |
| Fuentes: |       |                                                                     |                 |

## Resultados
| Ronda | Ronda | Ronda        | Pole Position      | Vuelta rápida       | Piloto ganador       | Equipo ganador     |
| ----- | ----- | ------------ | ------------------ | ------------------- | -------------------- | ------------------ |
| 1     | C1    | Rafaela      | Miguel Calamari    | Guillermo Rey       | Miguel Calamari      | Werner Competición |
| 1     | C2    | Rafaela      | Miguel Calamari    | Miguel Calamari     | Miguel Calamari      | Werner Competición |
| 2     | 2     | Viedma       | Miguel Calamari    | Manuel Mallo        | Guillermo Rey        | Litoral Group      |
| 3     | C1    | Alta Gracia  | Federico Cavagnero | Federico Cavagnero  | Federico Cavagnero   | JLS Motorsport     |
| 3     | C2    | Alta Gracia  | Federico Cavagnero | Federico Cavagnero  | Federico Cavagnero   | JLS Motorsport     |
| 4     | C1    | Rosario      | Felipe Schmauk     | Felipe Schmauk      | Felipe Schmauk       | Litoral Group      |
| 4     | C2    | Rosario      | Felipe Schmauk     | Federico Cavagnero  | Felipe Schmauk       | Litoral Group      |
| 5     | C1    | La Pampa     | Miguel Calamari    | Carlos Javier Merlo | Carlos Javier Merlo  | Corsa Racing       |
| 5     | C2    | La Pampa     | Miguel Calamari    | Gastón Cabrera      | Federico Cavagnero   | JLS Motorsport     |
| 6     | 6     | Buenos Aires | Guillermo Rey      | Guillermo Rey       | Guillermo Rey        | Litoral Group      |
| 7     | C1    | Resistencia  | Manuel Mallo       | Emiliano Marino     | Manuel Mallo         | Werner Basalto     |
| 7     | C2    | Resistencia  | Manuel Mallo       | Manuel Mallo        | Manuel Mallo         | Werner Basalto     |
| 8     | C1    | San Juan     | Manuel Mallo       | Gastón Cabrera      | Agustín Lima Capitao | JLS Motorsport     |
| 8     | C2    | San Juan     | Guillermo Rey      | Gastón Cabrera      | Guillermo Rey        | Litoral Group      |
| 9     | C1    | Río Hondo    | Manuel Mallo       | Manuel Mallo        | Manuel Mallo         | Werner Basalto     |
| 9     | C2    | Río Hondo    | Manuel Mallo       | Bandera de ?        | Miguel Calamari      | Corsa Racing       |
| 9     | C3    | Río Hondo    | Manuel Mallo       | Federico Cavagnero  | Manuel Mallo         | Werner Basalto     |
| 10    | C1    | Codegua      | Manuel Mallo       | Manuel Mallo        | Manuel Mallo         | Werner Basalto     |
| 10    | C2    | Codegua      | Manuel Mallo       | Manuel Mallo        | Manuel Mallo         | Werner Basalto     |
| 10    | C3    | Codegua      | Manuel Mallo       | Guillermo Rey       | Manuel Mallo         | Werner Basalto     |
| 11    | C1    | San Luis     | Manuel Mallo       | Manuel Mallo        | Felipe Schmauk       | Litoral Group      |
| 11    | C2    | San Luis     | Manuel Mallo       | Manuel Mallo        | Manuel Mallo         | Werner Basalto     |

## Clasificaciones

### Puntuaciones
| Posición | 1.º | 2.º | 3.º | 4.º | 5.º | 6.º | 7.º | 8.º | 9.º | 10.º | Pole |
| Puntos   | 20  | 15  | 12  | 10  | 8   | 6   | 4   | 3   | 2   | 1    | 1    |

### Campeonato de Pilotos
| Pos. | Piloto                  | RAF | RAF | VIE | OCA | OCA | ROS | ROS | PAM | PAM | BUE | RES | RES | ZON | ZON | RHO | RHO | RHO | COD | COD | COD | SLU | SLU | Puntos |
| ---- | ----------------------- | --- | --- | --- | --- | --- | --- | --- | --- | --- | --- | --- | --- | --- | --- | --- | --- | --- | --- | --- | --- | --- | --- | ------ |
| 1    | Manuel Mallo            | 7   | 3   | 2   | 3   | 6   | 17  | 7   | 13  | 4   | 4   | 1   | 1   | 14  | 7   | 1   | 2   | 1   | 1   | 1   | 1   | 2   | 1   | 284    |
| 2    | Federico Cavagnero      | 6   | 5   | ?   | 1   | 1   | 2   | 2   | 4   | 1   | 15  | 15  | 3   | 7   | 4   | 4   | 15  | 2   | 2   | 2   | 2   | 5   | 4   | 240    |
| 3    | Guillermo Rey           | 3   | 15  | 1   | 2   |     | 3   | 9   | 18  | 17  | 1   | 3   | 2   | 5   | 1   | 5   | 5   | 15  | 6   | 5   | 6   | 4   | 2   | 209    |
| 4    | Miguel Calamari         | 1   | 1   | ?   | 4   | 17  | 19  | 4   | 3   | 2   | 6   | 5   | 14  | 8   | 8   | 2   | 1   | 3   | 7   | 8   | 10  | 7   | 6   | 185    |
| 5    | Felipe Schmauk          | 10  | 17  | 3   | 9   | 3   | 1   | 1   | 6   | 9   | 5   | 4   | 15  | 17  | 2   | 6   | 10  |     | 15  | 4   | 4   | 1   | 3   | 179    |
| 6    | Emiliano Marino         | 4   | 7   | ?   | 6   | 16  | 5   | 5   | 17  | 3   | 2   | 9   | 6   | 11  | 13  | 3   | 4   | 14  | 4   | 3   | 7   | 3   | 15  | 148    |
| 7    | Agustín Lima Capitao    | 2   | 4   | ?   |     |     | 7   | 6   | 16  | 6   | 3   | 14  | 16  | 1   | 5   | 9   | 12  | 6   | 18  | 11  | 5   | 6   | 5   | 120    |
| 8    | Martín Moggia           | 12  | 9   | ?   | 8   | 10  | 8   | 8   | 10  | 7   | 9   | 2   | 4   | 4   | 3   | 7   | 7   | 17  | 3   | 15  | 3   | 8   | 7   | 119    |
| 9    | Gastón Cabrera          | 11  | 2   | ?   | 5   |     | 6   | 14  | 12  | 5   | 16  | 11  | 17  | 6   | 6   | 10  | 13  | 18  | 5   | 6   | 11  | 9   | 9   | 78     |
| 10   | Carlos Javier Merlo     |     |     |     | 16  | 2   | 4   | 3   | 1   | 14  |     |     | 5   |     |     |     |     |     |     |     |     |     |     | 69     |
| 11   | Nicolás Dominici        |     |     |     | 18  | 4   | 10  | 19  | 5   | 15  | 10  | 17  | 18  | 9   | 9   |     | 3   | 4   | 8   | 9   | 8   | 12  | 14  | 63     |
| 12   | Nicolás Cazal           | 13  | 13  | ?   | 13  | 13  | 11  | 12  | 2   | 18  | 13  | 13  | 11  | 3   | 15  | 14  | 18  | 7   | 11  | 7   | 17  | 10  | 10  | 55     |
| 13   | Francisco Cammarota     | 8   | 6   | ?   | 7   | 11  | 16  | 15  | 7   | 8   | 7   | 6   | 8   | 15  | 17  |     | 6   | 13  |     |     |     |     |     | 48     |
| 14   | Hernán Satler           | 9   | 8   | ?   | 10  | 5   | 12  | 16  | 15  | 11  | 12  | 12  | 7   | 10  | 10  | 17  | 16  | 9   | 9   | 13  | 9   | 11  | 16  | 46     |
| 15   | Maximiliano Soto Zurita | 14  | 14  | ?   | 12  | 12  | 14  | 10  | 9   | 10  | 11  | 7   | 10  | 12  | 12  | 8   | 17  | 5   | 12  | 10  | 13  | 16  | 8   | 35     |
| 16   | Santiago Mallo          | 18  | 12  | ?   | 19  | 8   | 15  | 17  | 11  | 12  | 17  | 16  | 9   | 13  | 16  | 11  | 19  | 16  | 17  | 18  | 12  | 13  | 11  | 20     |
| 17   | Kevin Toledo            |     |     |     |     |     |     |     |     |     |     |     |     | 2   | 14  |     |     |     | 13  | 16  | 18  |     |     | 17     |
| 18   | Gastón Martínez         | 17  | 10  |     | 15  | 14  |     |     | 14  | 13  | 18  | 8   | 12  |     |     | 12  | 8   | 12  | 10  | 14  | 14  |     |     | 16     |
| 19   | Fernando Ayala          | 15  | 16  |     | 11  | 9   | 9   | 11  | 8   | 16  | 8   |     |     |     |     |     |     |     |     |     |     |     |     | 15     |
| 20   | Nicolás Salamone        |     |     |     |     |     |     |     |     |     | 14  | 10  | 13  | 16  | 11  | 15  | 9   | 8   | 16  | 17  | 16  | 15  | 13  | 11     |
| 21   | Santiago Piovano        | 5   |     | ?   |     |     |     |     |     |     |     |     |     |     |     |     |     |     |     |     |     |     |     | 9      |
| 22   | Andrés Barovero         |     |     |     | 17  | 7   | 13  | 13  |     |     |     |     |     |     |     |     |     |     |     |     |     |     |     | 6      |
| 23   | Pedro Sabella           | 16  | 11  | ?   | 14  | 15  | 18  | 18  |     |     |     |     |     |     |     |     |     |     |     |     |     |     |     | 4      |
| 24   | Rudi Bundziak           |     |     |     |     |     |     |     |     |     |     |     |     |     |     | 13  | 14  | 11  | 14  | 12  | 15  | 14  | 12  | 4      |
| 25   | Víctor Trungelliti      |     |     |     |     |     |     |     |     |     |     |     |     |     |     | 16  | 11  | 10  |     |     |     |     |     | 3      |
| 26   | José Luis Riffo         |     |     |     |     |     |     |     |     |     |     |     |     |     |     |     |     |     | DNS |     |     |     |     | 1      |
| Pos. | Piloto                  | RAF | RAF | VIE | OCA | OCA | ROS | ROS | PAM | PAM | BUE | RES | RES | ZON | ZON | RHO | RHO | RHO | COD | COD | COD | SLU | SLU | Puntos |

| Color     | Resultado                                                               |
| --------- | ----------------------------------------------------------------------- |
| Oro       | Ganador                                                                 |
| Plata     | 2.ª plaza                                                               |
| Bronce    | 3.ª plaza                                                               |
| Verde     | Finalizó en los puntos                                                  |
| Azul      | Finalizó sin puntos                                                     |
| Azul      | NC - No clasificado                                                     |
| Violeta   | Ret - No terminó (Carrera)                                              |
| Rojo      | DNQ - No se clasificó                                                   |
| Negro     | DSQ - Descalificado                                                     |
| Blanco    | DNS - No empezó (carrera)                                               |
| Blanco    | WD - Retirado (fin de semana)                                           |
| Blanco    | C - Carrera cancelada                                                   |
| Sin color | DNP - Inscrito pero no participó                                        |
| Sin color | INJ - Lesionado                                                         |
| Sin color | EX - Excluido                                                           |
| Estado    | Resultado                                                               |
| Negrita   | Pole position                                                           |
| Cursiva   | Vuelta rápida                                                           |
| †         | Abandona, pero clasifica al completar el porcentaje requerido para ello |